# NGC 7088
NGC 7088 је ознака објекта на координатама са ректансцензијом 21h 33m 22,0s и деклинацијом - 0° 23" 0'. Открио га је Џозеф Баксендел, 28. септембра 1880. Каснијим посматрањима на том положају није уочен никакав астрономски објекат.